# Cestrum papyraceum
Cestrum papyraceum är en potatisväxtart som beskrevs av Henry Hurd Rusby. Cestrum papyraceum ingår i släktet Cestrum och familjen potatisväxter. Inga underarter finns listade i Catalogue of Life.